# Валки
Валки (шп. Hualqui) је општина у Чилеу. По подацима са пописа из 2002. године број становника у месту је био 20.660.

## Демографија
| 2002.  |
| ------ |
| 20.660 |